# Brachyrhaphis punctifer
Brachyrhaphis punctifer är en fiskart som först beskrevs av Hubbs 1926.  Brachyrhaphis punctifer ingår i släktet Brachyrhaphis och familjen Poeciliidae. Inga underarter finns listade.